# Спорт в Дагестане
Спорт издревле был развит в Дагестане в различных формах и видах.

## Спорт в Дагестане после революции
С 1920-х годов в республике стали развивать массовый спорт: спортивные единоборства (вольная борьба, бокс, фехтование, дзюдо) и спортивные игры (футбол, волейбол, гандбол, баскетбол).
Сильному подъему спорта в Республике Дагестан советского периода способствовал атлет и рекордсмен Али Исаев из селения Урахи.
Али Исаев стал первым чемпионом СССР с Северного Кавказа, первым чемпионом по лёгкой атлетике на Северном Кавказе, первым чемпионом СССР и первым мастером спорта в Республике Дагестан. 
Установил рекорд СССР по метанию копья и диска.

### Вольная борьба
Самым популярным в республике видом единоборств является борьба. Борьба в Дагестане развита испокон веков. Часто проводились различные соревнования по борьбе, приуроченные к каким-либо праздникам. Так прославились Али-Клыч Хасаев, Махтулаев Мама (Сали-Сулейман), Осман Абдурахманов из Кикунии многие другие.
На международной арене дагестанские борцы стали участвовать в 1950-е годы.
- Первым чемпионом мира из Дагестана стал Али Алиев (в 1959 году[1]). Впоследствии ещё на 4 мировых форумах побеждал этот борец (в 1961, 1962, 1966, 1967) и однажды довольствовался «серебром» (в 1963). Чемпионат Европы выиграл в 1968 году.
- Первым чемпионом Европы стал Юрий Шахмурадов[2] (в 1966 году). Он также является чемпионом мира (1970) и 3-кратным чемпионом Европы (1966, 1967 и 1969).
- Первым олимпийским чемпионом по вольной борьбе в Дагестане и на Северном Кавказе стал Загалав Абдулбеков[3] (в 1972 году).
- Самым титулованным борцом является Бувайсар Сайтиев[4]

| № пп | Спортсмен                      | Олимпиада            | Олимпиада         | Олимпиада        | Чемпионат мира                         | Чемпионат мира    | Чемпионат мира   | Чемпионат Европы                       | Чемпионат Европы  | Чемпионат Европы |
| № пп | Спортсмен                      | Чемпион              | Серебряный призёр | Бронзовый призёр | Чемпион                                | Серебряный призёр | Бронзовый призёр | Чемпион                                | Серебряный призёр | Бронзовый призёр |
| 1    | Бувайсар Сайтиев               | 3 — 1996, 2004, 2008 | 0                 | 0                | 6 — 1995, 1997, 1998, 2001, 2003, 2005 | 0                 | 0                | 6 — 1996, 1997, 1998, 2000, 2001, 2006 | 0                 | 0                |
| 2    | Мустафа Дагыстанлы             | 2 — 1956, 1960       |                   |                  | 3 — 1954, 1957, 1959                   |                   |                  |                                        |                   |                  |
| 3    | Мавлет Батыров                 | 2 — 2004, 2008       | 0                 | 0                | 1 — 2006                               | 0                 | 1 — 2007         | 1 — 2006                               | 0                 | 1 — 2003         |
| 4    | Абдулрашид Садулаев            | 2 — 2016, 2020       | 0                 | 0                | 4 — 2014, 2015, 2018, 2019             | 1 — 2017          | 0                | 4 — 2014, 2018, 2019, 2020             | 0                 | 0                |
| 5    | Загалав Абдулбеков             | 1 — 1972             |                   |                  | 2 — 1971, 1973                         |                   | 1—1969           |                                        | 1—1973            | 2 — 1969,1975    |
| 6    | Владимир Юмин                  | 1 — 1976             | 0                 | 0                | 4 — 1974, 1976, 1977, 1979             | 1 — 1975          | 1 — 1973         | 3 — 1975, 1976, 1977                   | 0                 | 0                |
| 7    | Сагид Муртазалиев              | 1 — 2000             |                   |                  | 1 — 1999                               |                   |                  | 1 — 2000                               |                   | 2-1995,1996      |
| 8    | Адам Сайтиев                   | 1 — 2000             | 0                 | 0                | 2 — 1999, 2002                         | 0                 | 0                | 3 — 1999, 2000, 2006                   | 0                 | 1 — 1998         |
| 9    | Сайпулла Абсаидов              | 1 — 1980             |                   |                  | 1 — 1981                               |                   |                  | 1 — 1980                               |                   |                  |
| 10   | Хаджимурад Магомедов           | 1 — 1996             |                   |                  | 1 — 2001                               | 1-1999            |                  | 1 — 1997                               |                   | 1—1996           |
| 11   | Мурад Умаханов                 | 1 — 2000             |                   |                  |                                        |                   |                  | 1 — 2000                               |                   |                  |
| 12   | Шарип Шарипов                  | 1 — 2012             |                   | 1 — 2016         | 1 — 2011                               |                   | 1 — 2009         |                                        | 1 — 2010          | 1 — 2011         |
| 13   | Гаджи Омаров Ибрагимович       | 1 — 2022             |                   |                  |                                        |                   |                  | 3 — 2018, 2021, 2022                   |                   |                  |
| 14   | Магомед-Гасан Абушев           | 1 — 1980             |                   |                  |                                        |                   |                  | 1 — 1980                               |                   |                  |
| 15   | Ширвани Мурадов                | 1 — 2008             |                   |                  |                                        |                   |                  | 1 — 2007                               |                   |                  |
| 16   | Рамзан Ирбайханов              | 1 — 2008             |                   |                  | 1-2007                                 |                   |                  | 1 — 2007                               |                   | 1-2007           |
| 17   | Бахтияр Шахабутдинович Ахмедов | 1 — 2008             |                   |                  |                                        |                   |                  |                                        |                   | 1 — 2008         |
| 18   | Заур Угуев                     | 1 — 2020             |                   |                  | 2 — 2018, 2019                         |                   |                  |                                        | 1 — 2018          | 1 — 2017         |

### Бокс
Бокс всегда был главным конкурентом борьбе, но из-за отсутствия громких побед на ринге он уступал в популярности. Первый крупный успех на международной арене пришёл к боксёрам из Дагестана в 1985 году, когда Нурмагомед Шанавазов стал Чемпионом Европы. Он — первый чемпион Европы в республике. Также этот боксёр — серебряный призёр Олимпиады-88 и бронзовый призёр Чемпионата мира-1989.
- Первым чемпионом мира в Дагестане и на Северном Кавказе стал Тимур Гайдалов (в 1999 году). Он также второй чемпион Европы в республике (2002).
- Первым Олимпийским чемпионом в Дагестане и на Северном Кавказе стал Гайдарбек Гайдарбеков[8] (в 2004 году). Он является третьим чемпионом Европы в республике (2004).

| № пп | Спортсмен             | Олимпиада | Олимпиада         | Олимпиада        | Чемпионат мира | Чемпионат мира    | Чемпионат мира   | Чемпионат Европы | Чемпионат Европы  | Чемпионат Европы |
| № пп | Спортсмен             | Чемпион   | Серебряный призёр | Бронзовый призёр | Чемпион        | Серебряный призёр | Бронзовый призёр | Чемпион          | Серебряный призёр | Бронзовый призёр |
| 1    | Гайдарбек Гайдарбеков | 1 — 2004  | 1 — 2000          | 0                | 0              | 0                 | 0                | 1 — 2004         | 0                 | 0                |
| 2    | Альберт Батыргазиев   | 1 — 2020  | 0                 | 0                | 0              | 0                 | 0                | 0                | 0                 | 0                |
| 3    | Нурмагомед Шанавазов  | 0         | 1 — 1988          | 0                | 0              | 0                 | 1 — 1989         | 1 — 1985         | 0                 | 0                |

### Фехтование
Этот вид спорта является традиционным для горцев республики. Пик популярности фехтования пришёлся на 1950—1980-е годы. Когда успехи в вольной борьбе только стали проявляться, здесь они уже проявились в полной мере. Ведь самый титулованный спортсмен в Дагестане — фехтовальщик-саблист Владимир Назлымов.
| № пп | Спортсмен         | Олимпиада            | Олимпиада         | Олимпиада        | Чемпионат мира                                                  | Чемпионат мира    | Чемпионат мира   | Чемпионат Европы | Чемпионат Европы  | Чемпионат Европы |
| № пп | Спортсмен         | Чемпион              | Серебряный призёр | Бронзовый призёр | Чемпион                                                         | Серебряный призёр | Бронзовый призёр | Чемпион          | Серебряный призёр | Бронзовый призёр |
| 1    | Владимир Назлымов | 1 — 1968, 1976, 1980 | 2 — 1972, 1976    | 1 — 1972         | 10 — 1967, 1968, 1970, 1971, 1974, 1975, 1975, 1977, 1979, 1979 | 3                 | 2                | -                | -                 | -                |

### Дзюдо
Дзюдо имеет сравнительно более короткую историю, нежели борьба или бокс.
- Первым чемпионом Европы и чемпионом мира в Дагестане является Тагир Хайбулаев. Он также второй олимпийский чемпион в республике (2012)[11].
- Первым Олимпийским чемпионом в Дагестане стал Мансур Исаев (в 2012 году)[12].

| № пп | Спортсмен       | Олимпиада | Олимпиада         | Олимпиада        | Чемпионат мира | Чемпионат мира    | Чемпионат мира   | Чемпионат Европы | Чемпионат Европы  | Чемпионат Европы |
| № пп | Спортсмен       | Чемпион   | Серебряный призёр | Бронзовый призёр | Чемпион        | Серебряный призёр | Бронзовый призёр | Чемпион          | Серебряный призёр | Бронзовый призёр |
| 1    | Тагир Хайбулаев | 1 — 2012  | 0                 | 0                | 1 — 2011       | 0                 | 0                | 1 — 2009         | 1 — 2012          | 0                |
| 2    | Мансур Исаев    | 0 — 2012  | 0                 | 0                | 0              | 0                 | 1 — 2009         | 0                | 0                 | 1 — 2010         |

первым олимпийским чемпионом по дзюдо является Назим Гусейнов

### Тхэквондо
Тхэквондо, так же как и дзюдо, имеет сравнительно короткую историю. После включения его в олимпийскую программу популярность стала расти.
- Первым чемпионом Европы и призёром чемпионата мира в Дагестане является Сейфулла Магомедов. Он также первый участник Олимпийских игр в республике (2004)[13]. Сейфулла — четырёхкратный призёр чемпионатов мира и первый в истории четырёхкратный чемпион Европы[14].
- Первым и единственным олимпийским чемпионом и чемпионом мира по тхэквондо в республике является Радик Исаев.

| № пп | Спортсмен                          | Олимпиада | Олимпиада         | Олимпиада        | Чемпионат мира | Чемпионат мира    | Чемпионат мира       | Чемпионат Европы           | Чемпионат Европы  | Чемпионат Европы |
| № пп | Спортсмен                          | Чемпион   | Серебряный призёр | Бронзовый призёр | Чемпион        | Серебряный призёр | Бронзовый призёр     | Чемпион                    | Серебряный призёр | Бронзовый призёр |
| 1    | Радик Исаев                        | 1—2016    | 0                 | 0                | 1 — 2015       | 0                 | 1 — 2013             | 1 — 2014                   | 1 — 2015          | 0                |
| 2    | Сейфулла Магомедов                 | 0         | 0                 | 0                | 0              | 1 — 2000          | 3 — 2001, 2005, 2011 | 4 — 2006, 2008, 2010, 2012 | 0                 | 2— 2002, 2005    |
| 3    | Сиражов, Алиасхаб Махмудапандиевич | 0         | 0                 | 0                | 0              | 0                 | 0                    | 1 — 2012                   | 0                 | 0                |
| 4    | Абдулла-Руслан Магомедов           | 0         | 0                 | 0                | 0              | 0                 | 0                    | 0                          | 0                 | 1 — 2002         |

### Футбол
Символом дагестанского футбола является махачкалинский клуб «Анжи».

### Волейбол
История развития волейбола в Дагестане начинается с 1938 года. Тогда пропагандистами этой зарождающейся игры в республике стали моряки и студенты Махачкалы.
Особую популярность волейбол среди жителей республики приобрел в 50-е годы. Первые значительные успехи к нашим волейболистам пришли в 1958 году, когда сборная Дагестана стала чемпионом России в обществе "Урожай".
Активное участие в чемпионате России среди ВУЗов в разные годы принимали студенческие команды ДГПИ, ДСХИ и ДМИ.
С 1996 года, по инициативе тогда еще депутата Государственной Думы, впоследствии вице-премьер правительства РФ Рамазана Абдулатипова, команда Дагестана начала выступать в официальном чемпионате России (2 лига; 1 лига; Высшая лига "Б").
Сегодня команда "Дагестан" - это профессиональное волейбольное объединение, пользующееся поддержкой солидных спонсоров, Федерации волейбола РД и главы Республики Дагестан, почетного президента Федерации волейбола РД Рамазана Абдулатипова.
По итогам сезона 2014/2015 команда "Дагестан" завоевала путевку в Высшую Лигу "А" чемпионата России.
По итогам сезона 2015/2016 в чемпионате России высшей лиги "А" были завоеваны бронзовые медали.
По итогам сезона 2016/2017 в чемпионате Кубка России высшей лиги "А" было завоевано третье место.
26 октября 2018 года директорат Всероссийской федерации волейбола принял решение исключить махачкалинский клуб «Дагестан» из состава частников мужской Высшей лиги «А» чемпионата России